# Tenzor
Ténzor je v matematiki posplošena linearna količina, oziroma geometrijska entiteta, ki jo lahko izrazimo z večrazsežno tabelo, oziroma matriko, relativno glede na izbiro baze. Tenzor je sam po sebi neodvisen od izbranega opazovalnega sistema. Red ali tudi rang tenzorja je število indeksov matrike, potrebnih za opis te količine. Masa, temperatura in druge skalarne količine so tenzorji z redom 0. Sila, gibalna količina in druge vektorske količine so tenzorji 1. reda, Linearna transformacija, kot je anizotropno razmerje med silo in vektorji pospeška, je tenzor 2. reda.
Veliko matematičnih struktur se neformalno imenuje »tenzorji«, čeprav gre za »tenzorska polja«, tenzorske količine, ki se spreminjajo od točke do točke. Da bi razumeli tenzorska polja, je potrebno razumeti pojem tenzorjev.
Tenzorji so pomembni v fiziki in tehniki. Na področju difuzijskega tenzorskega slikanja se uporablja tenzorska količina, ki določa diferencialno permeabilnost organov za vodo v različnih smereh. Na ta način je možno dobiti slike možganov. Verjetno najpomembnejša zgleda v tehniki sta Cauchyjev ali kartezični napetostni tenzor (tenzor napetosti) in tenzor raztezka, ki sta oba tenzorja 2. reda. V splošnem sta povezana s tenzorjem elastičnosti, ki je 4. reda.
Besedo »tenzor« je uporabil William Rowan Hamilton v svojem članku O nekaterih razširitvah kvaternionov (On some Extensions of Quaternions) iz leta 1846. V svojem odličnem članku je Hamilton opisal nov tip algebrskega sistema, ki je kasneje postal znan kot Cliffordova algebra. Hamilton je uporabil izraz »tenzor« v zvezi z normo na takšni algebri. Besedo je v današnjem smislu uporabil nemški fizik Woldemar Voigt leta 1899.
Zapis tenzorjev je razvil okoli leta 1890 Gregorio Ricci-Curbastro v domeni absolutnega diferencialnega računa. Ta računska tehnika je postala dostopna mnogim matematikov z delom Tullia Levi-Civitaja z enakim naslovom iz leta 1900. V 20. stoletju je to področje postalo znano kot tenzorska analiza. V splošnem je kar nekaj časa niso uporabljali. Z razvojem Einsteinove splošne teorije relativnosti v letu 1915 je postala znana tudi širše. Splošna teorija relativnosti je v celoti formulirana z jezikom tenzorjev. Einsteina je v tenzorje uvedel Marcel Grossmann, kot je poročal Abraham Pais v delu Nežen je gospodar (Subtle is the Lord). Pri uvajanju mu je pomagal tudi Georg Alexander Pick leta 1911. Tenzorje uporabljajo tudi na drugih področjih, kot je na primer mehanika kontinuov.

## Matematična definicija
(m,n) tenzor nad vektorskim prostorom V (nad kolobarjem F) je preslikava {\displaystyle V\otimes ...\otimes V\otimes V^{*}\otimes ...\otimes V^{*}\longrightarrow F}, ki je linearna v vseh argumentih, kjer je v domeni m produktov V in n produktov {\displaystyle V^{*}}. Prostor vseh tenzorjev stopnje (m,n) oznacujemo z {\displaystyle T_{n}^{m}(V)}. 
Velja {\displaystyle T_{0}^{1}(V)\sim V} in {\displaystyle T_{1}^{0}(V)\sim L(V,F)\sim V^{*}}.